# كركند المستنقعات الأزرق
كركند المستنقعات الأزرق أو جراد المياه العذبة الأزرق (بالإنجليزية: Blue crayfish)‏ هو نوع من جراد المياه العذبة متوطن لفلوريدا بالولايات المتحدة. نطاق تواجده الطبيعي في المنطقة التي تقع شرق نهر سانت جونز ووكل ولاية فلوريدامن مقاطعة ليفي و والأقسام الجنوبية  لمقاطعة ماريون، وبعضها في فلوريدا كيز.  يوجد اسمه علي القائمة الحمراء للأنواع المهددة بالانقراض بوصفه نوع غير مهدد. غالبًا ما يُحفظ الكركند الأزرق في أحواض المياه العذبة.  بالبرية، يتراوح لونه من البني إلي الأزرق، لكن تم اصطفاء سلالة الأحواض السمكية اصطناعيًا للوصول إلي لون أزرق كوبالتي ساطع. 
من الأخطاء الشائعة خلطه بنظيره جراد البحر الأزرق الحفار، والذي يستوطن بنسلفانيا، فرجينيا وفرجينيا الغربية. 

## معرض صور

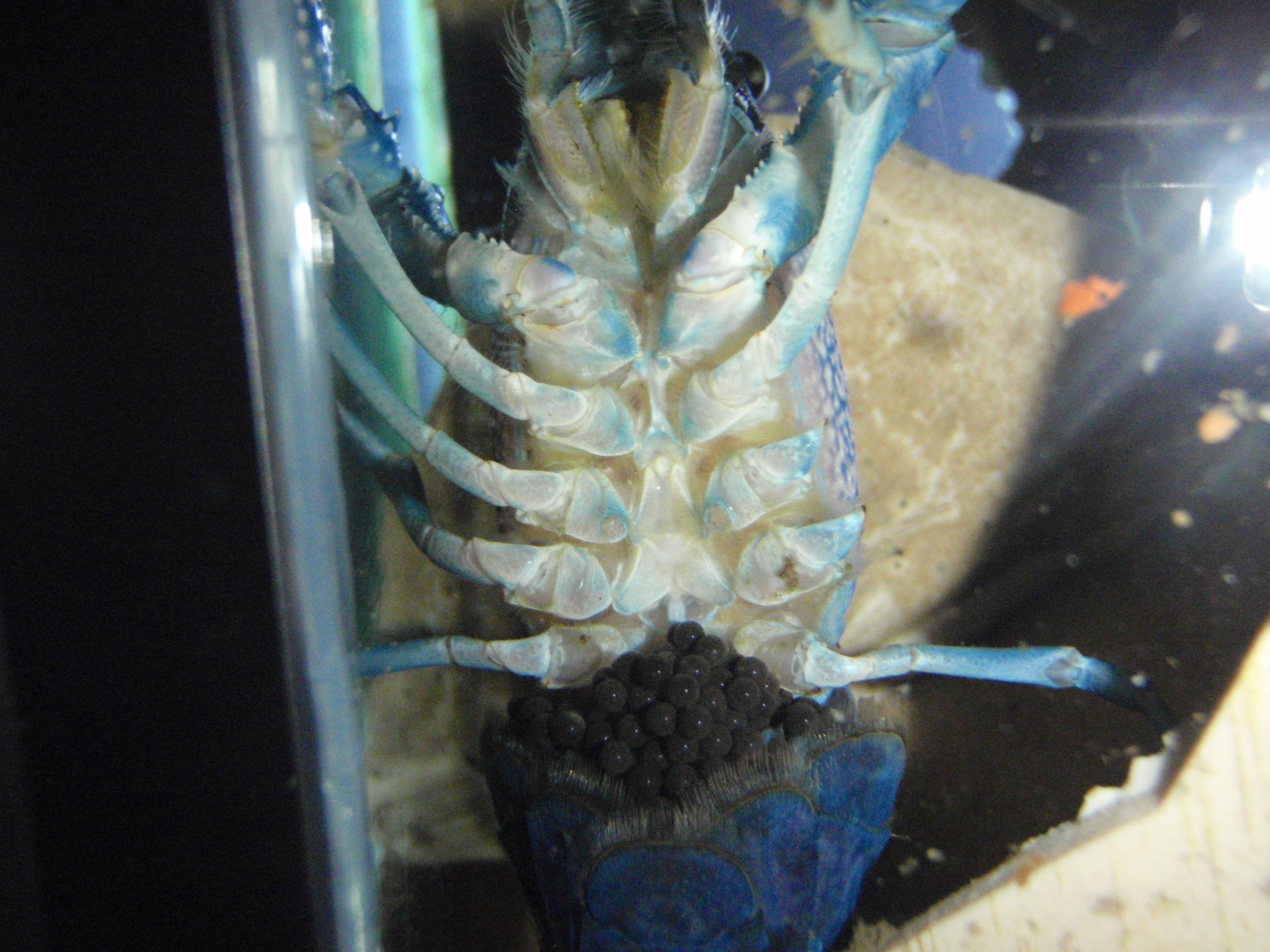
أم تحمل بيوضًا في ذيلها
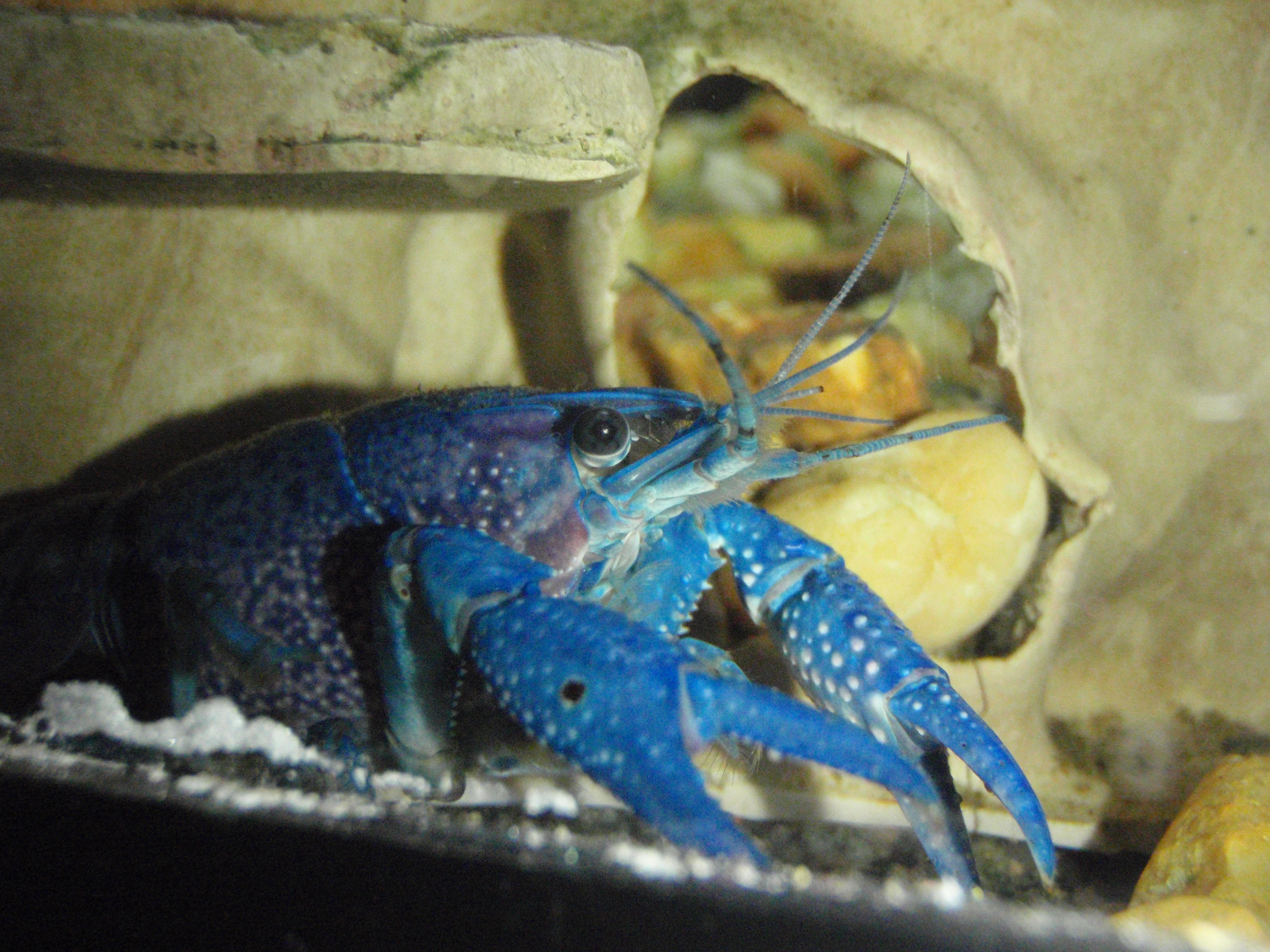
أنثي تسكن في كهف صغير
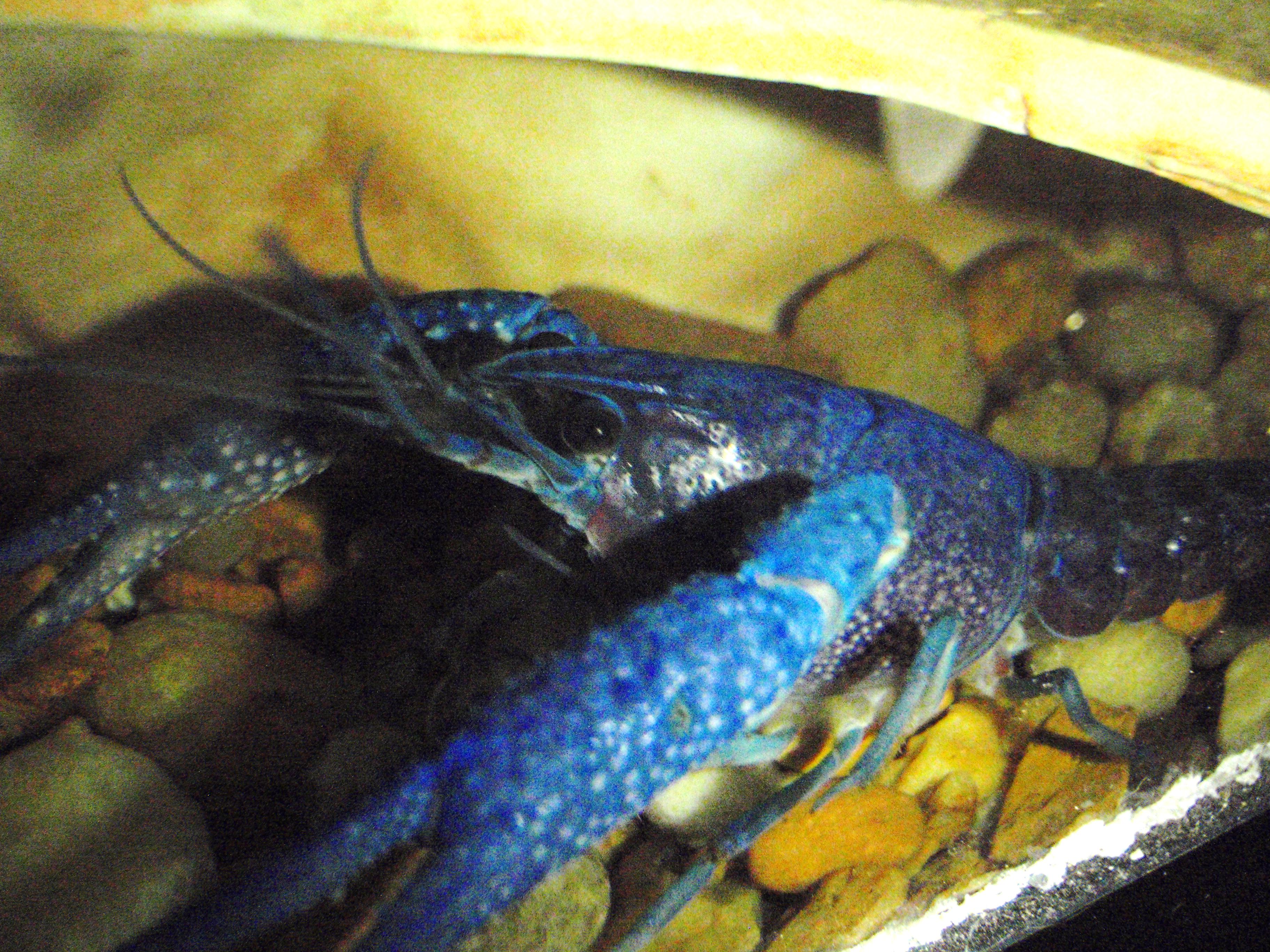
ذكر يسكن في كهف صغير

## روابط خارجية
- "Procambarus alleni". The Aquarium Wiki. مؤرشف من الأصل في 2017-07-22.